# Świerzno (województwo pomorskie)
Świerzno (kaszub. Swierzno, niem. Groß Schwirsen) – wieś w Polsce położona na Pojezierzu Bytowskim, w województwie pomorskim, w powiecie bytowskim, w gminie Miastko.
W latach 1975–1998 miejscowość położona była w województwie słupskim.
Wieś stanowi sołectwo gminy Miastko.

## Zabytki
Według rejestru zabytków NID na listę zabytków wpisane są:
- kościół ewangelicki, obecnie rzymskokatolicki pw. Niepokalanego Serca NMP, murowano-drewniano-szachulcowy z 1710 i XIX w., nr rej.: A-429 z 18.03.1965. Posiada niską nawę i drewnianą wieżę nakrytą dzwonowym hełmem z latarenką, pozostałości barokowego wyposażenia[8]
- dom nr 32 (chałupa), szach., 2 poł. XIX, nr rej.: A-313 z 28.07.1993.

Ponadto we wsi znajduje się ponadtrzystuletnia lipa krymska posiadająca status pomnika przyrody, a także zakład obróbki bursztynu i mała ekspozycja narzędzi rolniczych i sprzętu gospodarstwa domowego.